# 浜野喜史
浜野 喜史（はまの よしふみ、1960年（昭和35年）12月21日 ‐ ）は、日本の政治家、労働運動家。国民民主党所属の参議院議員（3期）。同党選挙対策委員長（第4代）。

## 来歴
兵庫県高砂市出身。兵庫県立加古川東高等学校を卒業。1983年（昭和58年）、神戸大学経済学部を卒業し、関西電力に入社。組合専従となり、1997年（平成9年）関西電力労働組合本部書記長、2005年（平成17年）全国電力関連産業労働組合総連合（電力総連）会長代理を務めた。
2013年の第23回参議院議員通常選挙に民主党公認で比例区より立候補した。電力総連は長年に渡り民主党から組織内候補を当選させて来たが（浜野は引退する藤原正司の後継）、2011年に福島第一原子力発電所事故が発生すると、民主党は政策を原発推進から将来（2030年）の撤廃へと方向転換した。原発を「重要な電源」と位置付け、早期の再稼働を主張する電力総連はこれに反発した。
また、浜野は2012年9月4日から9月5日に行われた電力総連第32回定時大会の挨拶で、「全国の電力関連産業の職場の努力が真っ当に世の中から評価されること、原子力をはじめとするエネルギー政策は冷静かつ総合的議論の積み重ねであり、国民的財産を一時の感情だけで台無しにすることがあってはならないこと、『継続』と『改革』を通じて日本の良さを守り、育てる姿勢が大切である」と述べた。
民主党の党勢が低迷する中で、参院選では、浜野陣営は民主党を極力隠す戦術を採った。公式サイトには、連絡先以外に民主党の文字は無く、ポスターや選挙カーからも、民主党の文字を極力消した。選挙結果は電力総連の小林正夫が2010年に記録した207,227票を上回る235,917票を記録し、民主党内2位で初当選した。
2017年10月27日、民進党代表の前原誠司が、同月の衆院選で党を分裂させる形で戦う原因をつくったことについて陳謝し、引責辞任を正式に表明。前原の辞任に伴う代表選挙（10月31日実施）では大塚耕平の推薦人に名を連ねた。
2018年5月7日、民進党と希望の党の合流により結党された国民民主党に参加した。
2019年7月21日に行われた第25回参議院議員通常選挙に国民民主党公認で立候補。前回を上回る256,928票を得票し再選。
2020年9月1日、産業別労働組合の支援を受ける国民民主党の浜野喜史（電力総連）、小林正夫（同）、矢田稚子（電機連合）、浅野哲（同）、古本伸一郎（自動車総連）、濱口誠（同）、礒﨑哲史（同）、川合孝典（UAゼンセン）、田村麻美（同）ら組織内国会議員9人は、立憲民主党と国民民主党が合流する新党に参加しないと決めた。9月7日、玉木雄一郎を中心とする新「国民民主党」に加わる国会議員の募集が締め切られ、9人のうち浜野、小林、矢田、浅野の4人が同党に入党届を提出したことが明らかとなった。2022年8月より国民民主党執行役員・副代表・選挙対策委員長代理。
2023年9月の国民民主党代表選挙では現職の玉木の推薦人に名を連ね、玉木の再選後の党人事で選挙対策委員長に就任した。
2025年7月20日に行われた第27回参議院議員通常選挙では、193,599票を得票し3選。

## 政策・主張
- サイトにおいては、政策として「電力関連産業の健全な発展」「エネルギーの安全保障」を上げている[15]。
- 選択的夫婦別姓制度導入に賛成。2015年の選択的夫婦別姓を求めた超党派による民法改正案に賛同[16]。2019年のアンケートでは「どちらともいえない」としている[17]。

## 人物
- 家族は、妻・1男2女[2]。
- 趣味は読書とスポーツ観戦[2]。

## 選挙歴
| 当落 | 選挙                     | 執行日         | 年齢 | 選挙区       | 政党         | 得票数     | 得票率 | 定数 | 得票順位 /候補者数 | 政党内比例順位 /政党当選者数 |
| ---- | ------------------------ | -------------- | ---- | ------------ | ------------ | ---------- | ------ | ---- | ------------------ | ---------------------------- |
| 当   | 第23回参議院議員通常選挙 | 2013年07月21日 | 52   | 参議院比例区 | 民主党       | 23万5917票 | ーー   | 48   | 2/20               | 2/7                          |
| 当   | 第25回参議院議員通常選挙 | 2019年07月21日 | 58   | 参議院比例区 | 旧国民民主党 | 25万6928票 | ーー   | 50   | 2/14               | /                            |
| 当   | 第27回参議院議員通常選挙 | 2025年07月20日 | 64   | 参議院比例区 | 国民民主党   | 19万3599票 | ーー   | 50   | 2/19               | 2/7                          |